# Чорний Ліс (Збаразька міська громада)

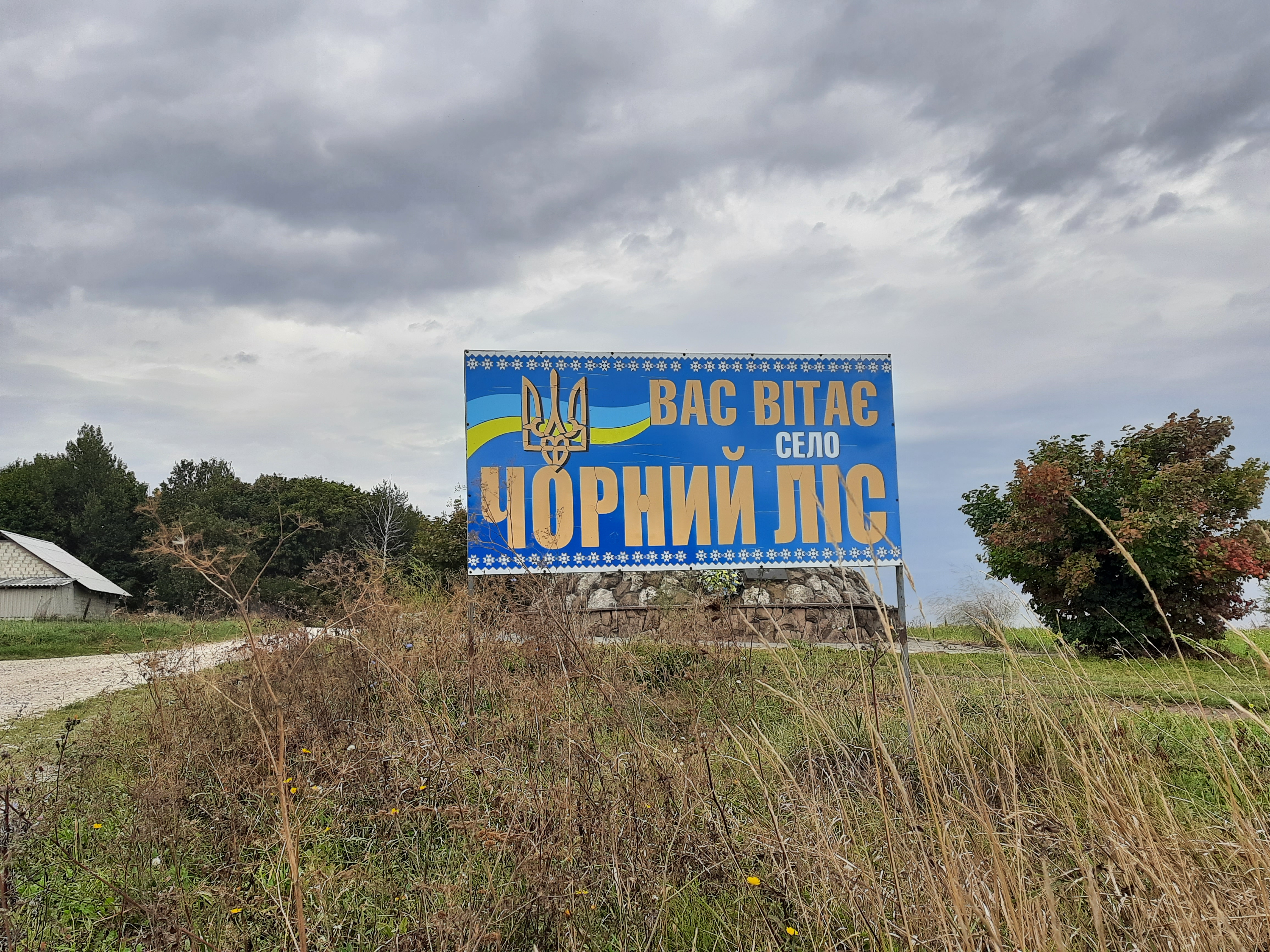
Знак при в'їзді в село

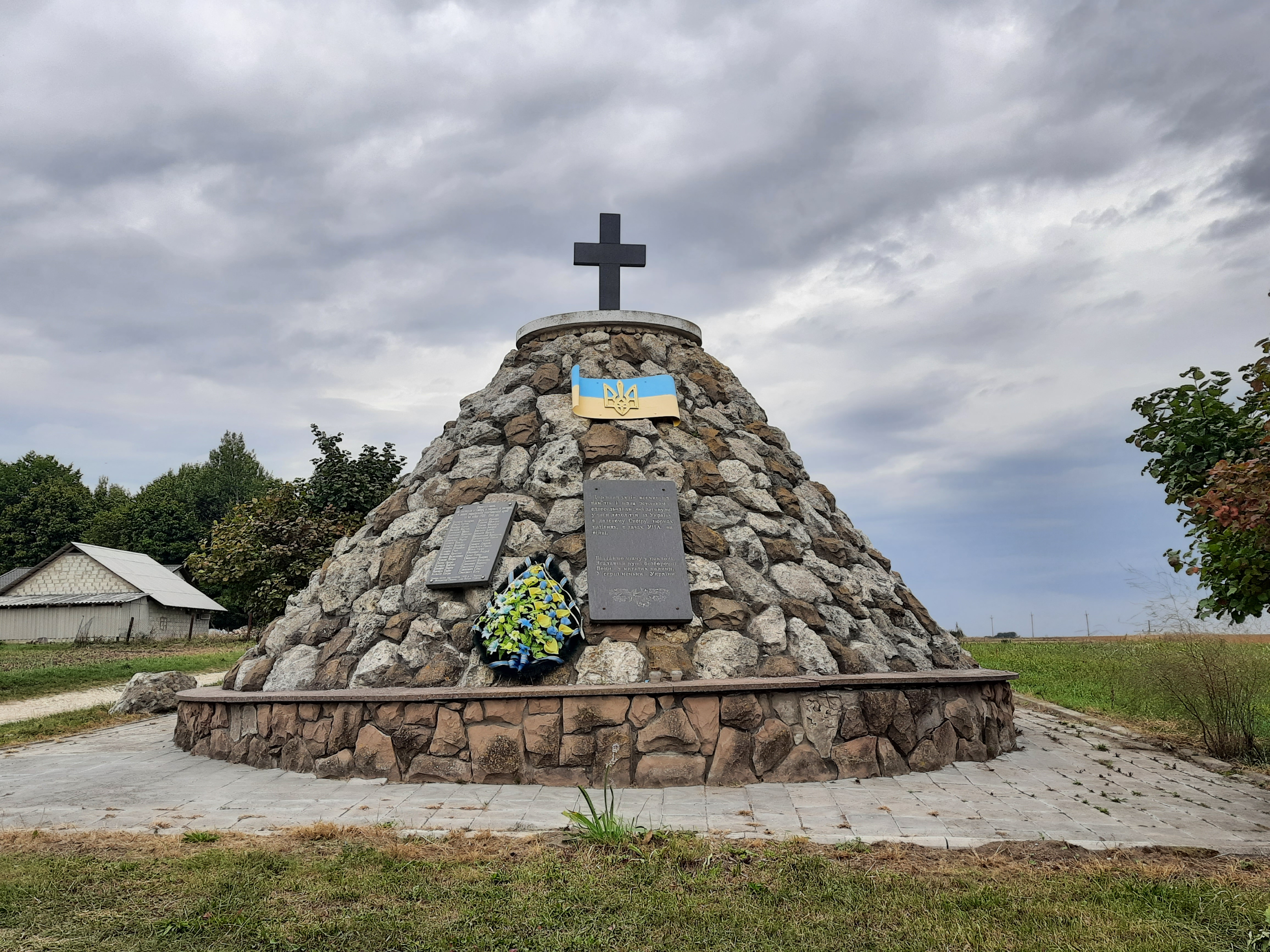
Пам'ятний знак Борцям за волю України

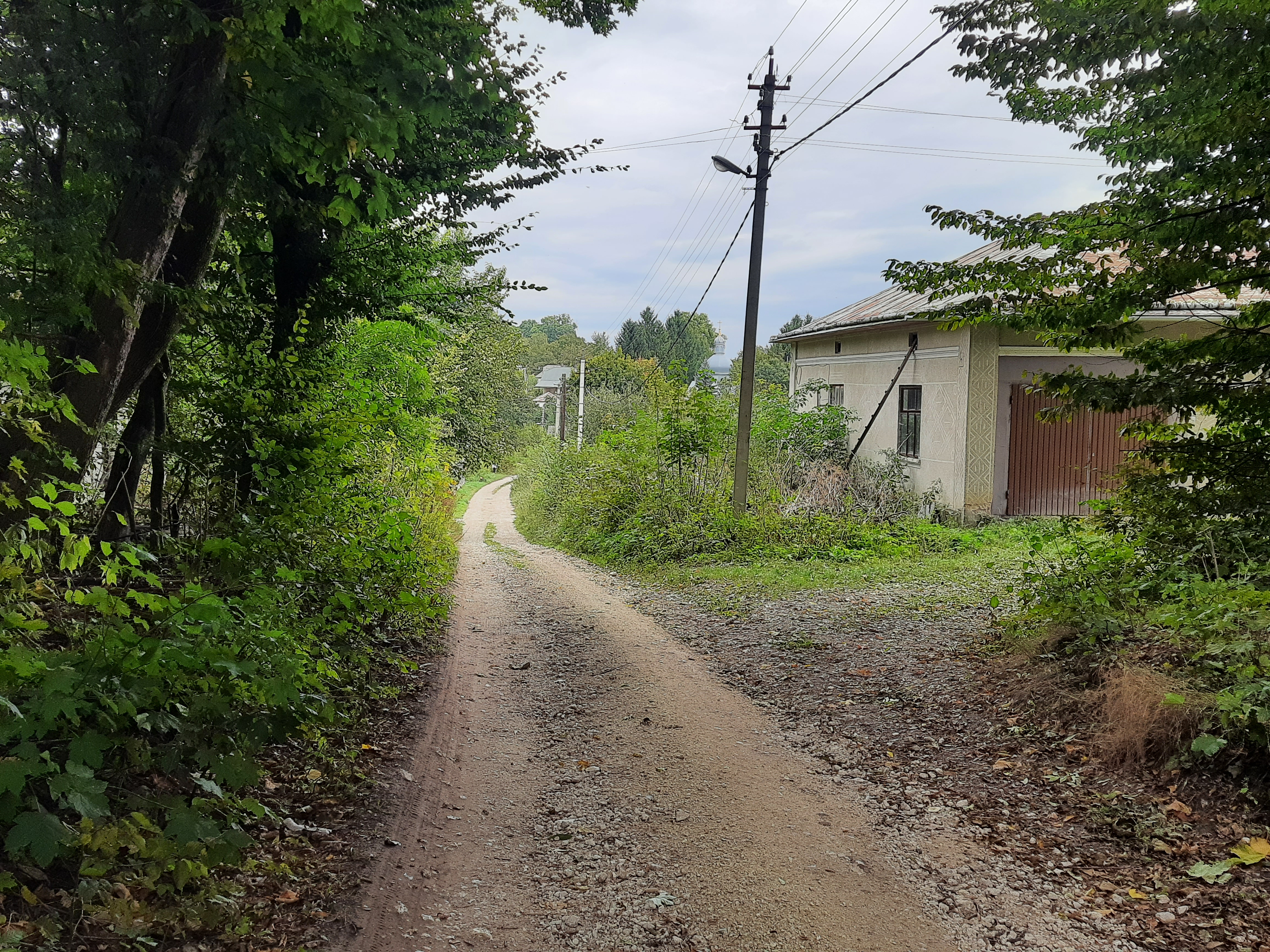
Сільська вулиця

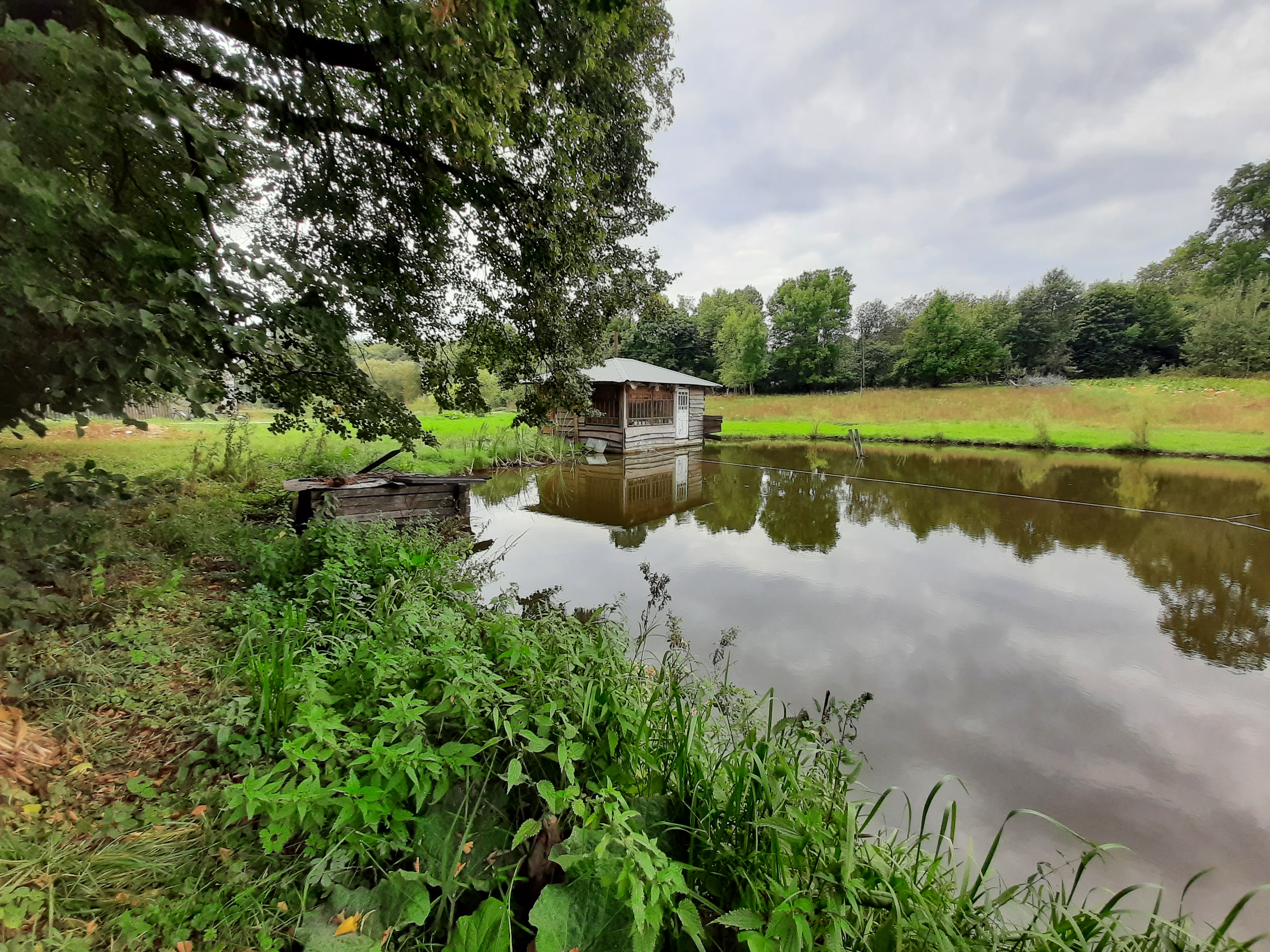
Сільський ставок

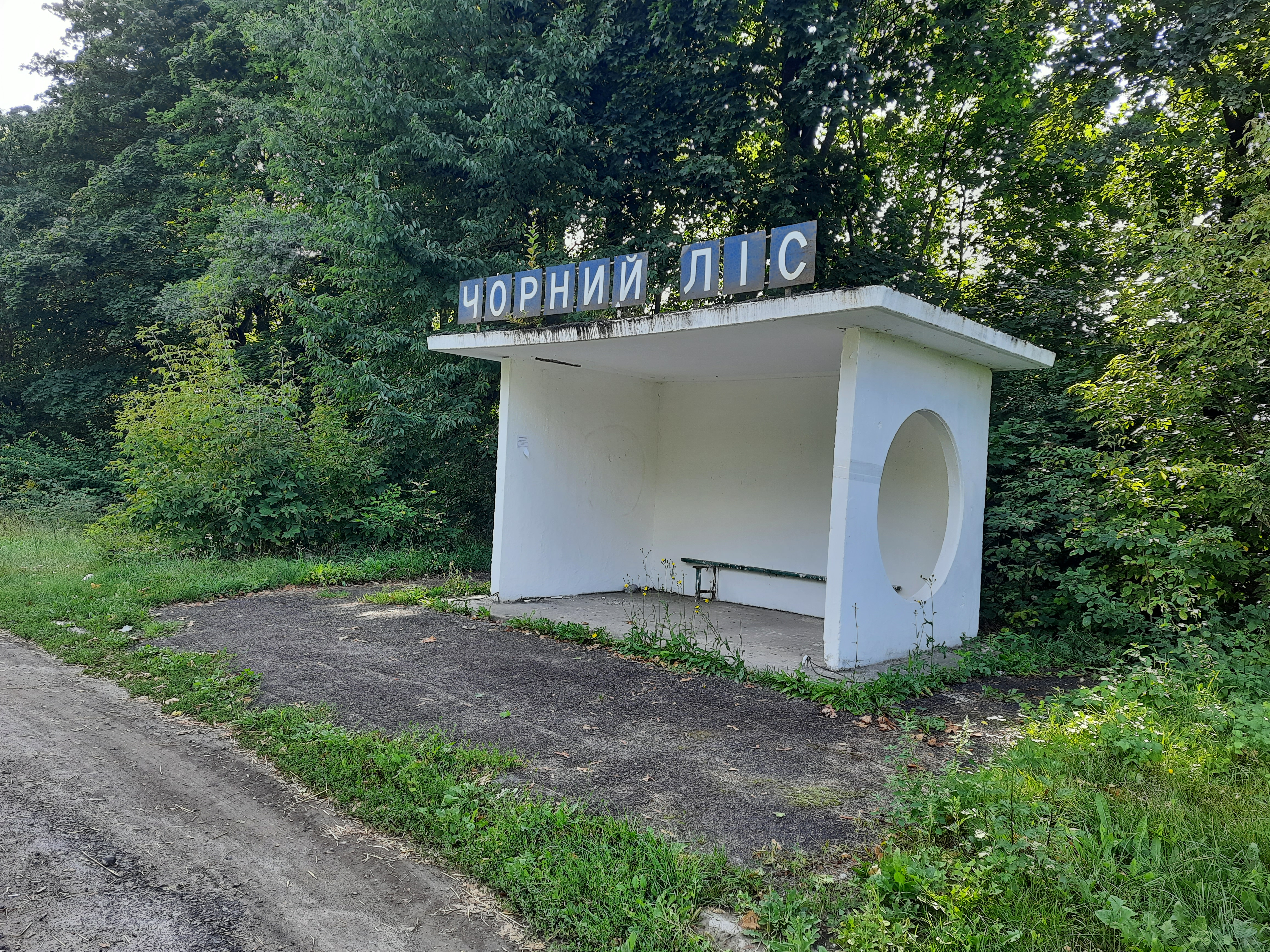
Автобусна зупинка біля села

Чо́рний Ліс — село в Україні, у Збаразькій міській громаді Тернопільського району Тернопільської області. Розташоване на півночі району. До 2020 року підпорядковувалося Базаринській сільській раді.
Населення — 144 особи (2007).

## Історія
Уже наприкінці XIX (після 1896 р.) — на початку XX століття внаслідок розпродажу панських маєтків Збаразького ключа Тадеушем Нементовським жителі з навколишніх сіл (Залужжя, Базаринці, Красносільці, Тарасівка та ін.) почали скуповувати ділянки землі і лісу, корчувати дерева, будувати селянські хати та обробляти землю. Що стосується заснування села Чорний Ліс, то ряд авторів (Грозовський, Ющишин) силяється до думки, що першим поселенцем села був Максим Волощук (в дійсності Максим Олещук), який, на їх думку, переселився наприкінці XIX на початку XX століття. Деякі автори (Ігор Олещук) згадують про існування «чвурака» — хати в районі церкви. Унаслідок проведених нами досліджень архівних матеріалів було з'ясовано, що першим поселенцем на території Чорного Лісу був лісник, який доглядав частину лісового масиву біля сучасного села. Його хата, на нашу думку і за спогадами старожилів, знаходилася біля сучасного клубу на подвір'ї Чорної Анєлі Андріївни. Нами було знайдено в господарській книзі с. Чорний Ліс за 1944 рік такі відомості: Чорна Марія Максимівна, 1904 р. н., Чорний Антін Дмитрович 1904 р. н., Чорний Ярослав Антонович 1932 р. н. проживали в с. Чорний Ліс, володіли земельним наділом площею 3,46 га (у тому числі 3,2 га — ріллі), мали коня, корову, сільськогосподарський реманент, вирощували пшеницю, жито, ячмінь, просо, цукровий буряк тощо. Дата побудови хати — 1880 рік, стодоли — 1885, стайні — 1889 рік. Найімовірніше, це і була хата лісника, оскільки до того часу постійних мешканців ще не було. Що стосується «чвурака», то він знаходився вище сучасної церкви і ймовірно був «лісничівкою», по іншому — адміністративно-господарською будівлею лісництва. За даними на 1944 рік, в ньому проживали дві сім'ї:
- Іваськів Мартин Васильович 1875 р. н., Текля Андріївна 1887 р. н., діти Марта, Ольга, Євгенія, Антін, Петро, Зофія (мали у володінні 4,6 га землі, 3,15 га ріллі, одну кобилу, одну корову, сільськогосподарський реманент, вирощували традиційні с/г культури);
- Шуманська Варвара Степанівна 1885 р. н. (з сім'єю).

Будинок побудований у 1894, стодола і стайня — в 1900 роках. Це були перші будівлі на території Чорного Лісу.
Перший постійний мешканець був Максим Олещук 1846 року народження та його дружина Марія, які переселилися сюди із Залужжя, купивши в цій місцевості поле та частину лісу.
Певний час після купівлі він, на маючи ще власної хати в Чорному Лісі доїзжав сюди із Залужжя. Тут молодші сини доглядали вівці на пасовиську, а старші — допомагали будувати помешкання та господарські будівлі. Було це, на думку його внучки — Лідії Марківни Романчук у 1903 році, а сама хата знаходилася на місці її теперішньої садиби в Чорному Лісі, яку успадкував її батько Марко від Максима Олещука. З цього часу починається історія села Чорний Ліс, як населеного пункту. У Максима Олещука було 8 синів і 5 дочок, а, оскільки, його дружина Марія була полькою по національності, то сини були названі Семен, Данило, Михайло, Андрій, Марко, Іван, Василь, Павло і записані українцями по національності, а дочки Михаліна, Катерина, Віхта, Бальбіна і Барбара — польками. Максим Олещук, по мірі того, як сини одружувалися, наділяв їх власним земельним наділом для ведення господарства. Сини, отримавши ділянку під «корчунок», вирубували і корчували дерева, зводили власне помешкання та починали обробіток власного поля.
З часом, до Чорного Лісу переселилося ще декілька родин з навколишніх сіл, які також купили тут землю. Згодом нижче сучасного костьолу була викопана криниця, яка була єдиним джерелом питної води. Сюди мешканці села приходили прати, напувати худобу і т. ін. Пізніше, кожен господар намагався викопати свою власну криницю, або вибити «помпу». 
Національний та релігійний склад мешканців Чорного Лісу складався переважно з українців та поляків, практикувалися змішані шлюби. До 1939 року в селі було побудовано костьол та церкву, засновано осередок «Просвіти» та УНДО, проводилися фестини, та фольклорні заходи, функціонувала читальня.
Після поселення в Чорному Лісі першого поселенця — Максима Олещука, землі та ліс у почали купувати і інші заможні люди, як української, так і польської національності. Одним з перших поселилася в Чорному Лісі родина Плавуцьких. З тих пір починають зароджуватися елементи культурно-релігійного життя.
З 1569 по 1772 рік на околиці Чорного Лісу, який тягнувся до Залозецького шляху, було місце виконання смертних вироків через повішання і мало назву «Krenci glowy» (скручувати голови) на місці будівлі комбікормового заводу. Це був невисокий, до 1 метра, круглий насип в діаметрі до 4 метрів на якому знаходилися шибениця. Страчених хоронили там же, тому на цьому місці часто «чіплявся блуд». Смертні вироки відмінили за панування Австрії. Наприкінці XIX ст. Бенедикт Понічковський встановив там дві фігури Спасителя і Богородиці на одному постаменті. Ці фігури були частково пошкоджені під час Першої світової війни і цілковито знищені після Другої.
На західній околиці села Чорний Ліс знаходиться місцевість з топонімічною назвою «Попівщина». Існує декілька версій походження цієї назви.
У 1756 році Олександр Галецький записав бернардинам Збаразького монастиря сад в Чорному Лісі. У цій самій місцевості у 1789 році граф Вінцентій Потоцький подарував бернардинам город разом із садом і частину лісу в місцевості Чорний Ліс. Офіційно про це монастир був повідомлений 7 червня того ж року управителем залужанських лісів Яном Бораковським.
Можливо, саме з цим і пов'язана назва місцевості на західній околиці Чорного лісу — «Попівщина». Інша версія походження цієї назви випливає з того, що землями на південний захід від Чорного Лісу володів відомий на Збаражчині і за її межами пасічник Євген Білінський.
Північніше Збаража (на західній окраїні Чорного Лісу) з 1772 року, після Першого поділу Польщі було встановлено кордон між Австрією і царською Росією, який проіснував до початку І-ї світової війни 1914 року. Остаточно кордон оформився з 1795 року і проходив по р. Збруч і став добре охоронятися лише після російсько-французької війни 1812 року. Від Збаража до російської границі було 6 кілометрів.
На кордоні була, так звана, переходова буда, через яку можна було легально переходити до Росії, очевидно, хто мав перепустку. На австрійському боці були пости жандармерії і скарбової (митної) сторожі, що відповідно перевіряли перепустки та крам, який перевозився через кордон. У 1877 р. кількість митних установ Радзивилівського митного округу збільшено на одну одиницю — поблизу села Колодного почала функціонувати Збаразька митна застава.
Побіч цих установ була корчма, де могли зупинятися мандрівники та контрабандисти, що таємно і нелегально перетинали кордон в обидва боки. У цій корчмі вони іноді залишали більшу частину зароблених грошей (рублів та ринських).
Усі ці будівлі називалися Збаразька Буда. На російському боці були пости митного і паспортного контролю, а крім того казарми для митників і солдатів-«об'єздчиків». Недалеко села Шимківці, між Капустинцями і Чорним Лісом стояла військова частина російської прикордонної сторожі, були конюшні, казарми, склади та інші допоміжні будівлі. Звідси направлялися парні дозорці (піші і кінні) на встановлені прикордонні смуги. Безпосередньо в с. Шимківці розміщувався гарнізон солдат-прикордонників чисельністю до взводу, а місце жителі називали його просто «пост».
У серпні 1914 року, з початком І-ї світової війни, кордон практично перестав існувати.
У період панування Польщі на території Чорного Лісу було фактично відновлено вищезгаданий нами кордон. В 1932 році польський уряд закрив на Волині всі читальні «Просвіти». Був зроблений штучний кордон між Волинню і Галичиною, так званий — «Сокальський кордон». По колишньому російсько-австрійському кордоні встановлено окремі митниці і пункти перевірки. Слово «Україна» замінене на «Малопольща», а місцеве населення поляки називали «холопами» та «бидлом». «Сокальський кордон» простягався від міста Сокаля по галицько-волинській межі. Це був умовний термін для визначення адміністративної межі між Галичиною і українськими північно-західними землями (Волинню і Холмщиною), за польської окупації 1920—1939 років. З метою розбити і послабити життя українців в Польщі, влада не дозволяла поширення українських установ і організацій, які діяли в Галичині за «Сокальським кордоном» (культ.-освітні: «Просвіта», «Рідна школа»; суспільні: «Союз українок» та ін.; руханкові: «Січ», «Луг», «Сокіл»). Конкордат Польщі з Апостольською столицею з 1925 року обмежив діяльність греко-католицької церкви Галичини і підпорядкував її римо-католицьким єпископам. Було утруднено також поширення за межі «Сокальського кордону» української книжки, преси, що з'являлась на Галичині і навіть обмін української людності.
Однак на території колишньої Австро-Угорщини польською владою вводились деякі послаблення. В Чорному Лісі 30-х роках було засновано при читальні аматорський гурток та хор. Місцеві аматори сцени ставили такі вистави як «Назар Стодоля», «Сватання на Гончарівці», «Мартин Боруля» та інші, відбувалися концерти присвячені пам'яті Тараса Шевченка, Лесі Українки, Івана Франка. Як описує Микола Грозовський, у читальні було організовано курси крою і шиття, а на господарстві Гудими часто проводили фестини. Діяльними членами просвіти були родини Ковальчук, Комендат, Гудими, Оля і Соня Ванькевич.
У селі було відкрито однокласову школу з чотирма відділами. Учителями були Василь Кульчицький, Вероніка Романюк (Баб'як), пані Чорнокольська, Галина Возна, пані Бобиляк. В 1924 році в цій школі навчалося 32 учні (з них 18 латинників (поляків) та 14 греко-католиків), 23 сироти. У 1927 рік в селі було 100 греко-католиків, в 1934—1935 навчальних роках — 46 учнів, а на 1940—1941 роки — 23. Після приходу у 1939 році перших «совітів» початкову школу було переведено з польської на українську мову навчання. Цікаві матеріали про чорноліську «Просвіту» наводить М. Грозовський у своїй книзі «Чотири села над Гнізною». Йому потрапили до рук у державному центральному історичному архіві м. Львова матеріали про діяльність товариства: 
12 червня 2020 року, відповідно до Розпорядження Кабінету Міністрів України від  № 724-р «Про визначення адміністративних центрів та затвердження територій територіальних громад Тернопільської області», село увійшло до складу Збаразької міської громади.
19 липня 2020 року, в результаті адміністративно-територіальної реформи та ліквідації Збаразького району, село увійшло до складу новоутвореного Тернопільського району.

## Населення

### Мова
Розподіл населення за рідною мовою за даними перепису 2001 року:
| Мова       | Кількість | Відсоток |
| ---------- | --------- | -------- |
| українська | 148       | 100%     |

## Пам'ятки
Є церква Всіх Святих (1934, кам'яна), римсько-католицька каплиця Різдва Пресвятої Діви Марії (1913, нині діючий).

### Костел
Під кінець першої декади ХХ століття костьол в Збаражі постановив утворити душпастирський осередок в Чорному Лісі. Бернардини всіляко сприяли мешканцям для зведення костелу як в матеріальному, так і в фінансовому плані. Селяни підтримали будову костелу (не тільки римо-католики, а й греко-католики). В 1909 році Яцко і Анєля Плавуцькі подарували під будову каплиці (костела) земельну ділянку. Пізніше, до неї було докуплено ще 11,5 сотих землі для резиденції душпастира. В 1912—1913 роках тривала будова каплиці і резиденції фінансована з джерел костьолу збаразького і австрійської влади, які переказали 300 крон. Були пожертви і інших парафій. В 1913 році від делегації збаразького костелу адміністратор парафії о.Salwator Szpila посвятив каплицю і надав їй титул св. Анни. Святиню збудовано з цегли в неоготичному стилі, розмірами — 12 метрів довжини і 7 метрів ширини. Культове приміщення має форму корабля, однонавове, отиньковане, торці двосхилого даху були увінчані хрестами. Всі бляхарські роботи виконав брат Понціян Блажчук.
Відтоді вірні користувалися власним костелом (каплицею), до якої кожну неділю і урочисті свята доїзжав капелан із Збаразького костьолу. В 1915 році було закуплено стації «Хресної дороги», один феретрон і дві білі процесійні хоругви. Дзвіниці костел не мав, а невеликий дзвін-сигнатурка знаходився у шпилі. У вересні 1930 року храм освячений шістьма священиками-монахами із Збаразького монастиря отців-бернардинів під назвою — костьол Марії Сєвної . На дерев'яному престолі, до закриття костелу, зберігався напис: «Фундаторка закінчення костелу і вівтаря — Марія Олещук» (на польській мові). Престол не зберігся. Богослужіння відбувалися кожної 3-ї неділі і у свята. Закритий костел у 1946 році. Завдяки багатьом мешканцям Чорного Лісу костел було відновлено, відкрито і посвячено 8 вересня 2001 року. Тепер богослужіння проходять кожної неділі та у великі римо-католицькі свята. З часу відкриття храму служби проводили: о. Полікарп, о. Льонгін, в наш час[коли?] — о. Берард (в миру Анатолій Задойко).

### Будівництво церкви
Для відправлення богослужінь греко-католицького обряду мешканці села вирішили збудувати власну церкву, оскільки змушені були відвідувати Михайлівську церкву на Базаринцях і утворювали одну парафію. Збір коштів на будівництво церкви розпочалося в 1929 році, а саме її спорудження тривало до 1932 року. Церква була побудована на земельній ділянці Степана Іваськова (0,10 га) та Романа Гудими (0,07 га) і освячена 30 вересня 1935 року єпископом Никитою Будкою у співслужінні священиків Збаразького деканату під назвою «Серця Ісусового». Спогади Ігора Олещука (книга «Шлях до світанку») досить детально описують цю подію. Серед фундаторів та доброчинців були Пелагея Кониш, Марія Гудима, сім'ї Валькових, Мандриків, Олещуків, Іваськових, Вавриків та інших жителів села, які возили камінь на будівництво, здавали яйця на розчину, збирали грошові кошти та інші необхідні матеріали.
Церква збудована з каменю пісковику у формі хреста, однокупольна, торці двосхилого даху оформлені невеликими декоративними куполами, які увінчані хрестами. Інтер'єр церкви отинькований, а розпис виконали у 1994 році Степан та Іван Мельничуки за о. Анатолія (Биха). Екстер'єр церкви — «під розшивку».
У 1959 році церкву було закрито. До 1972 року біля церкви знаходилася стара дзвіниця дерев'яної конструкції, крита, квадратної форми в плані, розмірами 3 × 3 метри на два дзвони. На більшому з них зберігалася дата відливки — 1894 р. Пізніше, з південно-східної сторони храму була споруджена тимчасова металева дзвіниця перед відкриттям церкви у 1989 році. 2 жовтня цього року храм заново відкривається і освячується митрофорним протоієреєм о. Романом (Сливкою) під назвою «Всіх святих». Серед священиків, що відправляли Службу Божу слід згадати о. Василя (Боліновського), о. Миколу (Гусака), о. Павла (Швидкого), о. Миколу (Задорожного), о. Володимира (Білинського), о. Івана (Купину). З 1989 по 1994 рік настоятелем храму був о. Роман Сливка, далі по 1994 рік — о. Анатолій Бих, а після нього з 1997 року — о. Григорій Гінка. З 2008 року богослужіння проводить о. Олег Басок. Старанням церковної громади було здійснено ремонт внутрішнього інтер'єру церкви, придбано та встановлено дзвін на новій дзвіниці тощо. 2 жовтня 1994 року церкву відвідав архієпископ Тернопільський і Кременецький Яків (Панчук), а в серпні 2008 року побував єпископ Тернопільський і Бучацький Нестор, який відслужив архієрейську літургію в присутності великої кількості парафіян, що вітали його хлібом-сіллю.
Парафіяльний цвинтар храму заснований у 1951 році при в'їзді в село на земельній ділянці Петра Гудими. До того часу мешканці були захоронені на Базаринецькому цвинтарі м. Збаража (в тому числі і перший поселенець — Максим Олещук 1846 р.н.). Насипана символічна могила борцям за волю України (при в'їзді в село, напроти цвинтаря).

## Соціальна сфера
Працюють клуб, торговельний заклад.

## Населення

### Мовні особливості
Село розташоване на території наддністрянського (опільського) говору. До «Наддністрянського реґіонального словника» внесено такі слова та фразеологізми, вживані у Чорному Лісі: базник («бузок»), бараболинє, бараболиня («картоплиння; бадилля картоплі»), бедрик («сонечка»), бузьок («лелека»), вив'юрка («вивірка»), мийка («невелика ганчірка для миття посуду»).

## Відомі люди

### Народилися
- Діяч ОУН А. Ющишин.
- Письменник, публіцист та громадський діяч Ігор Олещук.
- Громадський діяч, педагог Гудима Володимир.

## Книги про село
- Про населений пункт І. Олещук видав книжку «Шлях до світанку» (Т., 2001).

У 2011 році вийшов з друку історико-краєзнавчий нарис про Чорний Ліс — «Село на чотирьох кордонах» старшого наукового співробітника науково-дослідницького відділу Національного заповідника «Замки Тернопілля» (м. Збараж) Руслана Підставки.